# ヨーロッパにおける2019年コロナウイルス感染症の流行状況

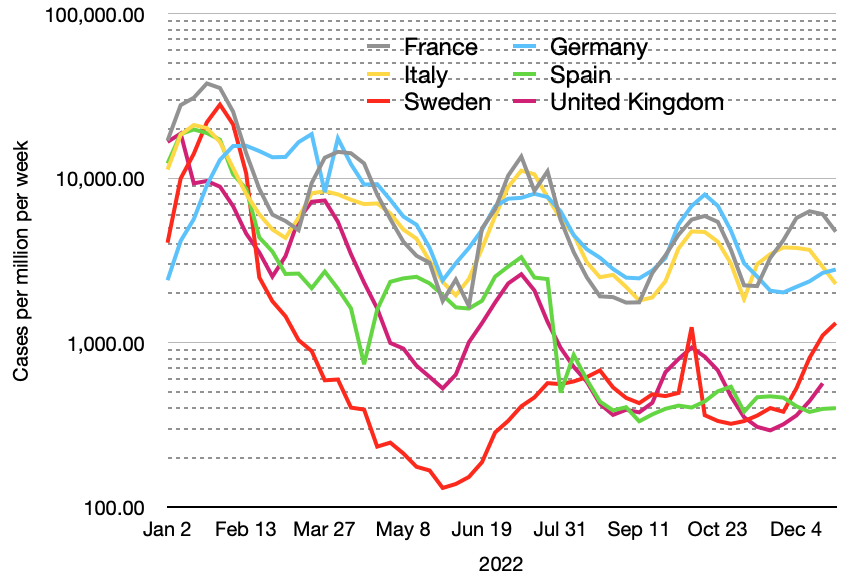
西欧主要国における新型コロナウイルス感染症の1週間毎の人口100万人当たりの確定症例数。3週間平均で半対数表示となっている。
これは、7-8月に第2波の発生が始まったことを示している。

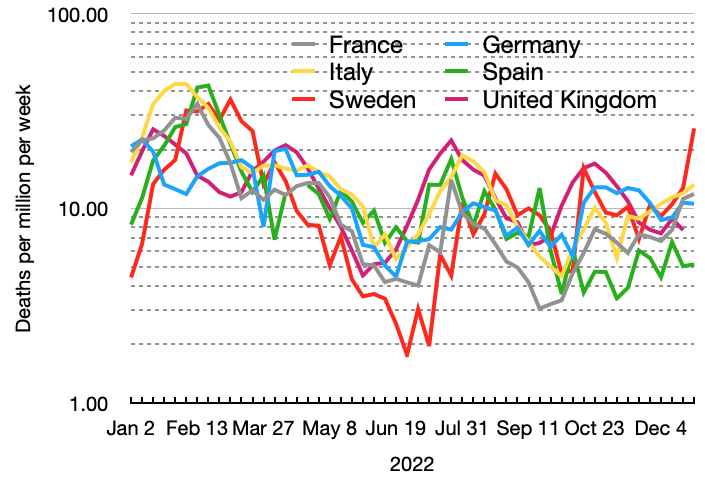
西欧主要国における新型コロナウイルス感染症による1週間毎の人口100万人当たりの死亡者数。これは、ドイツとスウェーデンの死亡パターンが明らかに異なっていることを示している。

ヨーロッパにおける2019年コロナウイルス感染症の流行状況（ヨーロッパにおける2019ねんコロナウイルスかんせんしょうのりゅうこうじょうきょう）では、ヨーロッパにおける新型コロナウイルス感染症（COVID-19）の流行状況および対策、対応などを扱う。
ヨーロッパでは2020年3月に入ってから感染が急拡大し、世界的流行の中心地となった。同年11月9日時点でヨーロッパ全体の感染者数は約1,200万人にまで拡大しており、地域別で世界最多となっている。
WHOが2020年8月30日に発表した報告書によると、ヨーロッパでの新型コロナウイルス感染症による死亡者の88％は65歳以上であった。

## 東ヨーロッパ

### ロシア

ロシアの連邦構成主体別感染者数
100,000人以上
10,000–99,999人
1,000–9,999人
100–999人

2020年1月30日、ロシアの首相ミハイル・ミシュスティンは極東地域の中華人民共和国との国境を閉鎖する政令に署名した。
1月31日、ザバイカリエ地方とチュメニ州で中国人2人の感染が確認された。
2月1日、ロシア連邦大統領ウラジーミル・プーチンは習近平中華人民共和国国家主席に慰問の電報を送り、9日に約23トン分の医療物資を支援した。
2月11日、ロシア外務省は新しく着任した在エカテリンブルク中国総領事に対し、公邸に2週間留まるようなような隔離措置をとったと発表した。
2月13日、サンクトペテルブルク警察は中国海南省から帰国したが、観察先の病院から脱走し自宅に戻った女性を逮捕。
2月18日、ロシア連邦政府は同月20日より、中国人の入国禁止を発表。
2月26日、ダイヤモンドプリンセス号から帰国し、カザン付近で隔離中の3人の感染が確認された。
3月2日、2月23日にイタリアからロシアに帰国したモスクワ州在住の1人の感染が確認された。
3月5日、2月29日にイタリアからサンクトペテルブルクに入国したイタリア人の感染が確認された。
3月6日、いずれもイタリアから帰国したモスクワ在住の5人とニジニ・ノヴゴロド在住の1人の感染が確認された。
3月7日、いずれもイタリアから帰国したリペツク在住の3人とサンクトペテルブルク在住の1人の感染が確認された。
3月8日、いずれもイタリアから帰国したモスクワ州在住の1人、カリーニングラード州在住の1人、ベルゴロド州在住の1人の感染が確認された。
3月9日、モスクワでいずれもイタリアから帰国した3人の感染が確認された。
3月11日、いずれもイタリアから帰国したモスクワ在住の6人とモスクワ州在住の2人の感染が確認された。
3月12日、モスクワで4人、カリーニングラード州で1人、クラスノダール地方在住の1人の感染が確認された。
3月13日、いずれもイタリア、フランス、オーストリアから帰国したモスクワ在住の5人、モスクワ州在住の1人、サンクトペテルブルク在住の3人、レニングラード州在住の1人、ペルミ地方在住の1人の感染が確認された。
3月14日、モスクワで未成年者3人を含む9人、モスクワ州で1人、サンクトペテルブルクで1人、ケメロヴォ州で2人、カリーニングラード州で1人の感染が確認された。
3月15日、イタリア、フランス、スペイン、スイスから帰国したモスクワ州在住の3人とチュメニ州在住の1人の感染が確認された。
3月16日、モスクワで20人、サンクトペテルブルクで3人、サマラ州で3人、モスクワ州、キーロフ州、ペルミ地方、コミ共和国で各1人の感染が確認された。
3月17日、モスクワで4人、サマラ州、カリーニングラード州、トヴェリ州で各2人、モスクワ州、クラスノヤルスク地方、タンボフ州、カルーガ州、ニジニ・ノヴゴロド州、ペンザ州、タタールスタン共和国、ハカス共和国、スヴェルドロフスク州、アルハンゲリスク州、ヤロスラヴリ州で各1人の感染が確認された。
3月18日、モスクワで31人、トムスク州で1人、ノヴォシビルスク州で1人の感染が確認された。
3月19日、モスクワで12人、モスクワ州で5人、スヴェルドロフスク州で5人、トゥーラ州、クラスノヤルスク地方、ハバロフスク地方で各3人、タンボフ州、ヴォロネジ州、クラスノダール地方、キーロフ州で各2人、イヴァノヴォ州、リャザン州、ムルマンスク州、ニジニ・ノヴゴロド州、ペルミ地方、ノヴォシビルスク州、サハ共和国、オレンブルク州、ハンティ・マンシ自治管区、サンクトペテルブルク、チュヴァシ共和国、サラトフ州、トヴェリ州で各1人の感染が確認された。また、モスクワで亡くなったロシア国立石油・ガス大学教授の79歳女性感染者の検死の結果、肺血栓塞栓症による死亡だと分かった。
3月20日、モスクワで33人、サハ共和国で6人、サンクトペテルブルクで4人、サマラ州で4人、キーロフ州で2人、ノヴォシビルスク州で2人、モスクワ州、ウリヤノフスク州、チュメニ州で各1人の感染が確認された。
3月21日、モスクワ州で17人、モスクワで6人、タタールスタン共和国で5人、ニジニ・ノヴゴロド州で4人、スヴェルドロフスク州で3人、トゥーラ州、カリーニングラード州、サンクトペテルブルク、カバルダ・バルカル共和国、クラスノダール地方で各2人、リャザン州、スタヴロポリ地方、クルガン州、チェリャビンスク州、ハンティ・マンシ自治管区、クラスノヤルスク地方、ハバロフスク地方、クリミア共和国で各1人の感染が確認された。
3月22日、モスクワで54人、ノヴゴロド州で1人、キーロフ州で2人、アルハンゲリスク州で1人、ブリャンスク州で1人、ウドムルト共和国で2人の感染が確認された。
3月23日、モスクワで71人の感染が確認された。
3月24日、モスクワで28人、サンクトペテルブルクで5人、ヴォロネジ州で4人、スヴェルドロフスク州で4人、バシコルトスタン共和国で3人、リペツク州、オリョール州、レニングラード州、沿海地方で各2人、カルーガ州、チェチェン共和国、ヴォルゴグラード州、タタールスタン共和国、サマラ州で各1人の感染が確認された。
3月25日、モスクワで120人、モスクワ州で6人、クリミア共和国で6人、プスコフ州で4人、クラスノダール地方で4人、オレンブルク州で3人、サハ共和国で3人、トゥーラ州、コミ共和国、カバルダ・バルカル共和国、ペルミ地方で2人、ブリャンスク州、アルハンゲリスク州、カリーニングラード州、スタヴロポリ地方、ロストフ州、バシコルトスタン共和国、ニジニ・ノヴゴロド州、ペンザ州、チェリャビンスク州で各1人の感染が確認された。同日、モスクワで88歳と73歳の患者が死亡。
3月26日、連邦議会の職員1人、小説家ボリス・アクーニンなど、モスクワで136人、スヴェルドロフスク州で7人、サンクトペテルブルクで5人、ペルミ地方で5人、サハ共和国で4人、スタヴロポリ地方、タタールスタン共和国、チェリャビンスク州、クラスノヤルスク地方で各3人、プスコフ州、サマラ州、ハンティ・マンシ自治管区、ブリヤート共和国で各2人、ハカス共和国、ケメロヴォ州、ノヴォシビルスク州、トムスク州、ハバロフスク地方で各1人の感染が確認された。また、コミ共和国のスィクティフカルで同市エジュヴィンスク区在住の83歳女性感染者が亡くなったが、新型コロナウイルスによる死亡なのかははっきりしていなかった。同日、ロシア国防省はアリババの創業者である馬雲から寄贈された100万枚超のマスクと20万個の検査キットをロシア空軍機で中国から輸送したことを発表した。
3月27日、ロシア大統領府の職員2人、ソビエト時代の有名な歌手レフ・レシチェンコなど、モスクワで157人、クリミア共和国で7人、モスクワ州で8人、セヴァストポリで5人、ヴォルゴグラード州で3人、チェチェン共和国、モルドヴィア共和国、ウドムルト共和国、サマラ州で各2人、イヴァノヴォ州、オリョール州、トゥーラ州、ヤロスラヴリ州、ダゲスタン共和国、ロストフ州、タタールスタン共和国、キーロフ州で各1人の感染が確認された。また、俳優でモスクワ市議会議員ニコライ・グベンコも肺炎で入院していることが分かった。同日、モスクワで70歳1人と56歳女性が死亡。
3月28日、モスクワで114人、モスクワ州で36人、サンクトペテルブルクで11人、クラスノダール地方で8人、ブリヤート共和国で6人、イヴァノヴォ州で5人、レニングラード州、スヴェルドロフスク州、チェリャビンスク州、クラスノヤルスク地方、サハリン州で各4人、リペツク州、トゥーラ州、カリーニングラード州、タタールスタン共和国、ニジニ・ノヴゴロド州で各3人、チェチェン共和国、オレンブルク州、ノヴォシビルスク州で各2人、ブリャンスク州、コストロマ州、スモレンスク州、アディゲ共和国、ペルミ地方、サラトフ州、クリミア共和国で各1人の感染が確認された。同日、オレンブルクでオレンブルク州ブズルク在住の57歳男性、サンクトペテルブルクで1人、モスクワで69歳女性が死亡。
4月に入るとコロナウイルスの感染者数は加速して増加。4月9日には1万131人、4月14日には2万1,102人とそれぞれ大台を突破した。さらに4月18日には感染者数3万6,793人、死者数313人に達している。
その後、7月8日時点の累計感染者数は70万792人にまで拡大しており、世界で4番目に感染者の多い国となっている。11月には感染者数が200万人を超え再び増加傾向にあり世界で依然4番目の規模となっている。
2021年4月時点の感染者数は450万人を超えており、世界で5番目の規模（ヨーロッパではフランスに次ぐ規模）となっている。
2021年10月時点、ロシア国民は国産のスプートニクV COVID-19ワクチンを無料接種できるが、接種率は約3割にとどまっている。公共の場では罰金付きで着用を求められるマスクを拒否する人も多い。累計感染者数は800万人を超えているが、重症にならないとPCR検査を受けない人も多く、実際の感染者数はさらに多いと推測されている。ロシア政府は10月30日から11月7日までを非労働期間と定めて企業などを臨時休業させ、隔離を図っているが、国内外への旅行予約が急増している。こうした予防への不熱心さは、「自分に訪れるのは幸運」と考え、悪い事態に備えようとしないロシア人の人生観が影響しているとの指摘もある。
2021年12月時点の死者数は65万8634人とブラジルを上回り、アメリカ合衆国に次ぐ水準となった。

### ウクライナ
2020年2月20日、ウクライナ人45人とベラルーシ、カザフスタンや中南米のアルゼンチン、エクアドル、コスタリカ、ドミニカ共和国、パナマなどの国の出身者27人はチャーター機に乗り、武漢からカザフスタンとウクライナへ出発した。
同日夜、途中で降りたカザフスタン人らを除く避難者はウクライナに到着した。だが、隔離施設が立地するポルダバ郊外のノヴィ・サンジャリ村の一部住人らは村での隔離に反対したため、帰国者らが乗車したバスに向かって石を投げたり、タイヤを燃やしたりして、警察当局が出動する事態となった。
3月3日、チェルニウツィーでイタリアからルーマニア経由で帰国した男性1人の感染が確認された。
3月12日、ジトーミル州でポーランドから帰国したラドミシリ在住の71歳女性、チェルニーヒウ州でイタリアから帰国した女性の夫である64歳男性の感染が確認された。
3月13日、ジトーミル州で71歳女性が死亡。
3月16日、キエフでジトーミル州の感染者と接触した高齢男性とフランスから帰国した女性、チェルニーヒウ州で2人の感染が確認された。同日、チェルニーヒウで33歳女性が死亡。また、ゼレンスキー大統領は、全国の地下鉄の運行を同月18日0時より停止すると命令した。
3月17日、キエフ州で最高議会議員セルヒーイ・シャホフ、チェルニーヒウ州で6人の感染が確認された。
3月18日、ドネツィク州でエジプトから帰ってきたマリウポリ在住の59歳男性、キエフ州でシャホフ議員の妻の感染が確認された。
3月19日、ドニプロペトロウシク州でフランスから帰国した夫婦2人、ジトーミル州でオーストリアから帰国したジトーミル在住の56歳男性、チェルニーヒウ州で5人、キエフでスイスから帰国した50歳男性の感染が確認された。また、イヴァーノ＝フランキーウシク州で56歳女性が死亡。
3月20日、テルノーピリ州でザリシチクィ在住の57歳司祭、リヴィウ州でドイツから帰国したリヴィウ在住の59歳男性、チェルニーヒウ州で10人、キエフ州でハルキウ州在住の37歳女性、イヴァーノ＝フランキーウシク州でフランスから帰国した29歳女性の感染が確認された。
3月21日、キエフで国内接触者1人と帰国者6人の感染が確認された。
3月22日、キエフで入国者ら14人、チェルカースィ州でウーマニ在住のカップル、キエフ州で3人、イヴァーノ＝フランキーウシク州で看護師ら3人、リヴィウ州で女性1人の感染が確認された。その中に最高議会議員セルヒーイ・ヴェリモジュヌイも含まれた。
3月23日、ハルキウ州議会副議長ウォロディミル・スクロバハチ、テルノーピリ州でモナスティリスカ地区在住の女性1人、キエフでロンドン在住の17歳少女、オーストリアから帰国した28歳の女性、国内の感染者と接触した53歳女性と21歳男性、キエフ州でボルィースピリ国際空港に到着した男性1人の感染が確認された。
3月24日、キエフ州でブロヴァルィー在住の少女を含む10人、オデッサ州で1人、チェルニーヒウ州で10歳未満の子供3人を含む13人、テルノーピリ州でモナスティリスカ地区在住の2人、オデッサ州で1人、キエフで男性3人の感染が確認された。
3月25日、キエフ州で中東からボルィースピリ国際空港に到着した1人を含む7人、イヴァーノ＝フランキーウシク州で11人、ヴィーンヌィツャ州でヴィーンヌィツャ在住の女性1人、ザポリージャ州でエジプトから帰国した女性を含む帰国者5人、オデッサ州で男性2人と女性1人、ヴォルィーニ州で7歳の子供1人、ルハーンシク州で感染者と接触した1人、ヘルソン州でヘニチェスク在住の1人、チェルニーヒウ州で男性2人と女性2人、テルノーピリ州で4人、ドニプロペトロウシク州でクルィヴィーイ・リーフ在住の1人の感染が確認された。同日、テルノーピリ州でモナスティリスカ地区コヴァリウカ在住の68歳男性、スームィ州のコノトプで当日に感染が確認された76歳女性が死亡。
3月26日、ザカルパッチャ州でムカチェヴォ在住の69歳女性、チェルニーヒウ州でボルズナ地区コマリウカ在住の1人、キエフで10歳の子供を含む7人、イヴァーノ＝フランキーウシク州でナドヴィールナ地区の司祭、リヴィウ州で2人、キエフ州で1人、ヴィーンヌィツャ州でヴィーンヌィツャ在住の1人とラディージン在住の1人など、合計40人の感染が確認された。
3月27日、リウネ州でサルヌイ地区テンネ村在住の9人、キエフで同市警察署長アンドリー・クリシチェンコを含む8人、テルノーピリ州で医師数人、ヴィーンヌィツャ州でヴィーンヌィツャの産科病院の医療関係者5人、フメリニツキー州で1人、ドニプロペトロウシク州で1人、オデッサ州でフランスから帰国した57歳女性、スームィ州で4人、ジトーミル州で2人、ポルタヴァ州でクレメンチューク在住の75歳1人など、合計92人の感染が確認された。
3月28日、国民のしもべ所属の最高議会議員アンナ・スコロホッド、キエフで19人、チェルニウツィー州で60人、イヴァーノ＝フランキーウシク州で周産期センターの医師2人、テルノーピリ州で3人、キエフ州で10人、リヴィウ州で感染者と接触した50歳男性と16歳少年、ハルキウ州でフランスから帰国した1人、ムィコラーイウ州で1人など、合計109人の感染が確認された。同日、イヴァーノ＝フランキーウシク州、リウネ州、スームィ州で各1人が死亡。

### ルーマニア
2020年2月26日、3週間前にイタリアから帰国した男性の感染が確認され、既にブカレストの国立感染症病院に入院していたとメディアは報じたが、内務省副長官のアンドレイ・バチウはこれについて否定した。
しかし、同日にリミニの住民である71歳イタリア人男性1人は2月18日〜22日に、クラヨーヴァにある妻の親戚宅などを訪問したのち、イタリア国内で感染が確認されたため、政府は調査に乗り出した。のち、このイタリア人男性と接触したゴルジュ県在住のルーマニア人男性の感染が確認され、ブカレストの病院に入院させられた。
2月28日、25日にイタリアから帰国したマラムレシュ県在住の45歳男性と、同じく25日にイタリア・ベルガモから帰国したティミシュ県ティミショアラ在住の38歳女性の感染が確認された。
3月3日、同じくティミショアラ在住の47歳男性の感染が確認された。当該患者は38歳の女性感染者と同じ飛行機で帰国し、彼女の右隣に座ったという。
3月4日、47歳の男性感染者の甥である16歳の青年とスチャヴァ在住の71歳男性の感染が確認された。
3月5日、16歳の感染者の同級生1人の感染が確認された。
3月6日、71歳の感染者と接触したオルト県在住の51歳男性とベルガモから帰国したフネドアラ在住の40歳男性の感染が確認された。
3月7日、16際の感染者の同級生の15歳少女、40歳男性の接触者であるフネドアラ在住の16歳少女、イタリアから帰国したブカレスト在住の49歳男性とガラツィ県在住の72歳男性の感染が確認された。
3月8日、感染者と接触したブカレスト在住の42歳女性とイタリアから帰国したムレシュ県在住の70歳女性の感染が確認された。
3月9日、いずれもイタリアから帰国したブザウ在住の73歳女性とブカレスト在住の元警察官の60歳男性の感染が確認された。
3月10日、ブカレストで市役所職員2人、妊婦1人を含む9人、イタリアから帰国したアラドに滞在中の57歳男性、カラシュ＝セヴェリン県在住の37歳女性、フネドアラ在住の26歳女性の感染が確認された。
3月11日、ブカレストで消化器系専門医を含む8人、ヤシでヴェネツィアから帰国した42歳男性、ワルシャワから帰国した38歳男性、サトゥ・マーレでイタリアから帰国したヤシ在住の20歳男性、コヴァスナ県でイタリアから帰国した53歳女性、コンスタンツァで52歳男性、アラド県でイタリアから来た男性5人の感染が確認された。
3月12日、ブカレストで20歳女性、アラド県でイタリアから来た45歳女性、ネアムツ県で54歳女性、ムレシュ県でイタリアから帰国した21歳男性、クルジュ＝ナポカでイタリアのトレント自治県在住の33歳女性、コヴァスナ県でトレント自治県から帰国した53歳男性、フネドアラ県でイタリアから帰国したペトロシャニ在住の女性と医師3人を含む6人の感染が確認された。
3月13日、ブカレストで病院関係者2人、イギリスから帰国した2人を含む10人、コンスタンツァで上院議員ヴェルジル・キツァクを含む4人、メヘディンチ県で2人、ティミシュ県でティミショアラ在住の5人とルゴジ在住の2人、ブラショヴでボストンから帰国した44歳男性とイタリアから帰国した51歳女性、コヴァスナ県で感染者と接触した16歳女性と77歳女性、プラホヴァ県のブシュテニでイタリアから帰国した26歳男性、カラシュ＝セヴェリン県でイタリアから帰国した32歳女性と27歳女性、ビホル県でイタリアから帰国した49歳女性、ネアムツ県でイタリアから来た64歳女性、バカウ県でイタリアから来たおばと接触した1歳乳児、ヤシでドバイから帰国した保健省職員の41歳女性とフランスから帰国した41歳女性、ドゥンボヴィツァ県でイタリアから帰国したカラシュ＝セヴェリン県在住の55歳男性の感染が確認された。
3月14日、ブカレストでノルウェーから帰国した37歳男性、医療関係者の58歳女性ら4人、ドルジュ県でブレシアから帰国した39歳男性、ブラショヴでイタリアから帰国した51歳男性と感染者と接触した53歳女性、フネドアラ県で下院議員ルチアン・ヘイウシュ、デヴァ市長フロリン・オアンチェア、同市の政治家アドリアン・ニコラエ・ダヴィド、女性看護師2人を含む10人、ティミショアラでイタリアから帰国した36歳男性を含む3人、コンスタンツァ県でキツァク上院議員と接触した31歳男性と33歳女性、オーストリアとドイツを訪れた53歳女性医師とその夫、カラシュ＝セヴェリン県でイタリアからレシツァに帰国した60歳男性、アラド県でイタリアから帰国したヴァスルイ在住の43歳女性、クルジュ＝ナポカでベルリンから帰国した25歳女性、サトゥ・マーレでイタリアから帰国した46歳男性の感染が確認された。
3月15日、ブカレストで4人、アラド県で4人、ブラショフ県で3人、ブライラ県で2人、コンスタンツァ県、テレオルマン県、ヤシ県で各1人の感染が確認された。
3月16日、帰国者19人（アラド県で4人、イルフォヴ県で3人、ヴルチャ県で2人、ティミシュ県で2人、ブカレスト、クルジュ県、サラージュ県、ブザウ県、ヤロミツァ県、フネドアラ県、ガラツィ県、スチャヴァ県で各1人）と国内接触者10人（ブカレストで4人、イルフォヴ県で2人、コンスタンツァ県、テレオルマン県、ネアムツ県、ムレシュ県で各1人）の感染が確認された。
3月17日、ブカレストで26人、ヤシ県で7人、ブラショフ県で5人、スチャヴァ県で2人、ネアムツ県で2人、ヤロミツァ県、ムレシュ県、ボトシャニ県、ビストリツァ＝ナサウド県、ヴランチャ県、コンスタンツァ県、プラホヴァ県で各1人の感染が確認された。
3月18日、ブカレストで19人、ヤシ県で7人、イルフォヴ県で3人、ブラショフ県で3人、フネドアラ県で2人、コンスタンツァ県で2人、マラムレシュ県で2人、アルバ県、ビホル県、オルト県、スチャヴァ県、ドルジュ県で各1人の感染が確認された。
3月19日、スチャヴァ県で4人、ブカレストで3人、クルジュ県で2人、ビストリツァ＝ナサウド県で2人、コヴァスナ県で2人、ヤシ県、ドルジュ県、イルフォヴ県、コンスタンツァ県で各1人の感染が確認された。
3月20日、新たに31人の感染が確認された。
3月21日、新たに59人の感染が確認された。
3月22日、新たに66人の感染が確認された。同日、クラヨーヴァで67歳患者、ブカレストで74歳患者が死亡。
3月23日、新たに143人の感染が確認された。同日、スチャヴァなどで2人が死亡。
3月24日、新たに186人の感染が確認された。同日、ヤシなどで4人が死亡。
3月25日、新たに144人の感染が確認された。同日、アラド、ティミショアラ、バカウなどで5人が死亡。
3月26日、新たに123人の感染が確認された。同日、4人が死亡。
3月27日、新たに263人の感染が確認された。同日、クルジュ＝ナポカ、ネアムツ県などで7人が死亡。
3月28日、新たに160人の感染が確認された。同日、5人が死亡。
3月29日、新たに308人の感染が確認された。同日、フネドアラ、コンスタンツァ、ヤロミツァ県などで9人が死亡。

### ベラルーシ
2020年2月27日夜、同月22日にバクーを経由して入国したベラルーシ国立工科大学のイラン人学生1人の感染が確認された。
3月3日、ミンスクで接触者を含む3人の感染が確認された。
3月4日、ヴィーツェプスク州でイタリアから帰国した2人の感染が確認された。
3月10日、イタリアから帰国した3人の感染が確認された。
3月11日、ポルトガルからホメリ州に到着した20歳のアスリート、ドイツからミンスクに到着した女性1人、ヴィリニュスからミニバスでフロドナに到着した62歳女性の感染が確認された。
3月12日、新たに9人の感染が確認された。
3月13日、新たに6人の感染が確認された。
3月16日、ベラルーシ国立大学の学生5人とミュンヘン、アムステルダム、モスクワから帰国した4人の感染が確認された。
3月18日、スペイン、フランス、ドイツ、サンクトペテルブルクから帰国した4人を含む15人の感染が確認された。
3月20日、新たに18人の感染が確認された。
3月21日、新たに7人の感染か確認された。
3月23日、ホメリ州を中心に5人の感染が確認された。
3月25日、新たに5人の感染が確認された。
3月27日、新たに8人の感染が確認された。
この状況下で、大統領のアレクサンドル・ルカシェンコは新型コロナウイルスに対して「ウォッカが効く」「週に2～3回のサウナに行くべき」「トラクター・畑が治してしまう」「アイススケートこそが正真正銘のウイルス対策」といった奇抜で楽観的な見解を示している。旧ソ連地域研究者の服部倫卓は、諸外国なら政権が吹き飛んでもおかしくない奔放な発言であるが、ルカシェンコの場合は「周りのイエスマンたちが神妙な面持ちで聞き入っているか、あるいは熱心にメモをとるだけ」で終わると述べている。

### チェコ
2020年3月1日、イタリアのウーディネ大学での会議に参加した60代チェコ人男性、プラハに観光に来たミラノ留学中の20代アメリカ人女学生、イタリアのヴェネト州北部のアウロンツォ・ディ・カドーレへのスキー家族旅行から帰ってきた40代男性の感染が確認された。
3月2日、ウースチー・ナド・ラベムでイタリアから帰国した55歳女性の感染が確認された。
3月3日、アメリカ人女学生の同伴であるエクアドル人女性の感染が確認された。
3月4日、プラハ在住の女性1人と北部ジェチーン在住の接触者2人の感染が確認された。
3月5日、イタリアから入国したチェコ人1人とイタリア人1人、国内接触者であるジェチーン在住の男性とプラハ在住の女性の感染が確認された。
3月6日、ウースチー州の2人を含む7人の感染が確認された。
3月7日、イタリアやボストンから帰国した7人の感染が確認された。
3月8日、イタリアのスキーリゾートから帰国した夫婦、ウースチー州でイタリアから帰国した女性2人とその親族1人、フラデツ・クラーロヴェー州でボストンからの帰国者と接触した男性1人の感染が確認された。
3月9日、プラハ在住のタクシー運転手1人、イタリアのトレンティーノへのスキー旅行から帰国したズリーン州在住の41歳女性、感染者と接触した男性2人を含む6人の感染が確認された。
3月10日、オロモウツ州在住の日本人男性1人、プラハ経済大学の学生1人、オーストリアのスキーリゾートから帰国した数人を含む23人の感染が確認された。同日、チェコ当局は100人以上が参加するイベントを禁止すると発表。

### ポーランド
2020年3月4日、ジェロナ・グラでドイツから帰国した1人の感染が確認された。
3月6日、シュチェチンでイタリアから帰国した2人、ヴロツワフでイギリスから帰国した1人、オストルダで最初の感染者の同行者1人の感染が確認された。
3月7日、オストルダで最初の感染者の同行者1人の感染が確認された。
3月8日、ワルシャワでスペインから帰国した女性1人、ラチブシュでイタリアから長距離バスで帰国した男性1人の感染が確認された。同日夜、シロンスク県在住の女性1人、ドルヌィ・シロンスク県在住の男性1人、マゾフシェ県在住の男性1人の感染も確認された。
3月9日、イタリアから帰国したクラクフ在住の男性、シロンスク県在住の男性3人、ヴロツワフ在住の女性、プシュチクフからポズナンに搬送された中年女性の感染が確認された。
3月10日、マゾフシェ県在住の1人、ワルシャワ在住の1人、シロンスク県チェシン在住の2人、ルブリン県ニエドジビツァ・ドゥジャ在住の1人の感染が確認された。この中にドイツから帰国したポーランド軍統合司令官であるヤロスワフ・ミカも含まれた。

### ハンガリー
2020年3月4日、2月22日にハンガリーに戻ったイラン人留学生2人（うち1人はセンメルヴェイス大学に所属）の感染が確認された。
3月5日、ハンガリー政府は日本人団体観光客15人が新型コロナウイルスに感染した疑いでブダペスト中心部の広場から市内の病院に搬送されたと発表した。
3月6日、ミラノから帰国したデブレツェン在住のイギリス人男性と、イラン人留学生1人の彼女の感染が確認された。
3月7日、国外在住の息子と最近接触した74歳男性の感染が確認された。
3月8日、誕生日パーティーで感染者1人と接触したイラン人留学生1人と、イギリス人感染者の妻である59歳ハンガリー人女性の感染が確認された。
3月9日、イラン人留学生1人と74歳感染者の妻の感染が確認された。

### スロバキア
2020年3月6日、出国歴のないコストリシュテ村在住の52歳男性の感染が確認された。
3月7日、最初の感染者の妻子の感染が確認された。うち息子は2月中旬にヴェネツィアに行ったことがある。
3月8日、ブラチスラヴァ在住の1人、セネツ在住の1人の感染が確認された。
3月9日、コシツェ在住の25歳男性、マルチン在住の1人の感染が確認された。
3月11日、国内接触者3人の感染が確認された。

### モルドバ
2020年3月7日、イタリアのボローニャに行ったことのあるキシナウ在住の48歳女性の感染が確認された。
3月10日、2月26日にイタリアから帰国した女性と3月1日にイタリアから帰国した男性の感染が確認された。
3月11日、新たに1人の感染が確認された。
3月12日、新たに2人の感染が確認された。
3月13日、新たに2人の感染が確認された。
3月14日、新たに4人の感染が確認された。
3月15日、新たに11人の感染が確認された。
4月4日、ガガウズ自治区で1人の感染が確認された。

### ブルガリア
2020年3月8日、ガブロヴォ州在住の27歳男性と彼に接触した61歳男性、プレヴェン州在住の75歳女性と女性医療関係者の感染が確認された。

### ドネツク人民共和国
2020年3月10日、中国からモスクワ経由でゴルロフカに来た女性1人の感染が確認された。
3月13日、ウクライナ側の発表によると、新たに11人の感染が確認された。

### 沿ドニエストル共和国
2020年3月21日、沿ドニエストル共和国で2人の感染が確認された。
3月23日、ティラスポリ在住の52歳と36歳の母娘、ベンデル在住の36歳と15歳の母子の感染が確認された。
3月25日、ベンデルを中心に7人の感染が確認された。
3月31日、ティラスポリで55歳女性が死亡。

### ルガンスク人民共和国
2020年3月30日、ルガンスクで1人の感染が確認された。

## 北ヨーロッパ

### フィンランド
2020年1月29日、ラップランド地方で中国人観光客1人の感染が確認された。
2月26日、23日にイタリア北部のミラノからフィンランドに帰国した成人女性の感染が確認された。彼女はのちにヘルシンキの病院に入院した。
2月28日、数日前にイタリア北部から帰国した成人女性の感染が確認された。
3月1日、28日に感染が確認された女性の接触者3人の感染が確認された。うち1人は小学6年生であり、教師や同級生ら130人も隔離しなければならなかった。
3月2日、感染者の接触者である成人男性の感染が確認された。
3月5日、ウーシマー県で3人、ピルカンマー県で1人、カンタ＝ハメ県で1人の感染が確認された。
3月6日、ウーシマー県でイタリアから帰国した成人男性1人、南カルヤラ県でイタリア北部から帰国した1人、北ポフヤンマー県で帰国者1人の感染が確認された。
3月7日、いずれもイタリア北部から帰国したウーシマー県の2人、ピルカンマー県在住のカップルの感染が確認された。
3月8日、ヘルシンキでイタリアから帰国した女性高齢者と接触者である成人男性、ピルカンマー県でイタリア北部から帰国した1人、北サヴォ県で1人、南西スオミ県で1人の感染が確認された。
3月9日、ウーシマー県で3人、パイヤト＝ハメ県、ピルカンマー県、カンタ＝ハメ県、南西スオミ県でそれぞれ1人の感染が確認された。
3月10日、ウーシマー県で3人、中央スオミ県で3人、南西スオミ県、北カルヤラ県、北サヴォ県でそれぞれ1人の感染が確認された。

### スウェーデン

スウェーデンの地域別感染者数
1000人以上
500-999人
250-499人
100-249人
50-99人
25-49 人
10-24人
1-9人

2020年1月31日、ヨンショーピング市在住の女性1人の感染が確認された。1月24日に武漢から入国したとみられる。
2月26日、約1週間前にイタリア北部からヨーテボリに入国した30代男性の感染が確認された。
2月27日、ヴェストラ・イェータランド県で感染者の接触者である2人とイタリア北部を旅行した1人、ウプサラ県でドイツを旅行した1人、ストックホルム県でイランを旅行した1人の感染が確認された。
2月28日、ウプサラ県でイラン帰りの1人、ストックホルム県で接触者2人、ヨンショーピング県でイタリア北部を訪れた50代男性の感染が確認された。
2月29日、ストックホルム県で1人、ヴェストラ・イェータランド県で1人の感染が確認された。
3月1日、ヴェストラ・イェータランド県でイタリア北部への渡航歴のある1人の感染が確認された。
3月2日、ストックホルム県でイタリア北部から入国した1人の感染が確認された。
3月3日、ストックホルム県でイタリアから帰国した8人、イランから帰国した1人、国内の接触者1人と、いずれもイタリアから帰国したヨンショーピング県在住の1人、ヴェストラ・イェータランド県ヨーテボリ在住の3人、スコーネ県ルンド在住の1人の感染が確認された。
3月4日、ヴェストラ・イェータランド県のヨーテボリ付近でイランから帰国した1人とイタリア北部から帰国した1人、ストックホルム県で海外帰国者ら16人、ヴェルムランド県で2人、エレブルー県で1人、スコーネ県で1人の感染が確認された。
3月5日、スコーネ県で7人、ヴェストラ・イェータランド県でボロース在住の1人、ストックホルム県で28人、ウプサラ県で2人の感染が確認された。多くはイタリア北部から帰国した者である。
3月6日、ストックホルム県で21人、ヴェルムランド県で8人、スコーネ県で5人、ヨンショーピング県で5人、ヴェストラ・イェータランド県でイタリアから帰国した1人とイランから帰国した1人、ウプサラ県で1人、イェヴレボリ県で1人の感染が確認された。
3月7日、ストックホルム県で21人、スコーネ県で3人の感染が確認された。

#### スウェーデン方式
スウェーデンは国民に責任ある行動を呼び掛け、「スウェーデン方式」と呼ばれる飲食店を閉鎖せず、「ソーシャルディスタンス」に関する指針に従うよう求めるだけの異例の対策を取り、当初はマスクの着用も推奨しなかった。その独自路線が一定の功を奏し、世界中から強い関心が集まった。欧州各国が厳しい措置を取る中、2020年3月時点では比較的緩い措置をとり、街を封鎖しない最後の国と言われている。レストランやカフェは営業を続け、外出の制限もない。幼稚園と基礎学校(日本の小中学校に相当）では一貫して全国的な休校を行わなかったが、高校と大学、成人教育機関は初期から遠隔授業に切り替えた。遠隔授業でも給食を提供する高校や、昼食代を支給する自治体もあった。政府の基本的な方針は、感染拡大のペースを遅らせて医療現場の対応能力を高めることであり、集団免疫の獲得ではないとしている。
4月19日時点で死者数は北欧諸国の中では多いが、イタリアやスペイン、英国と比べるとかなり少ない。一方、1日あたりの死亡者数が100人前後まで増加していることを受けて、4月13日に政府が方針変更の検討に入った。
4月28日、政府の感染対策リーダー（Statsepidemiolog）のアンデシュ・テグネルは、首都では数週間以内に集団免疫を獲得できるだろうとの見通しを示した。なお、人口10万人あたりの死者数は同時点で22人を超え、近隣諸国と比べても突出している。
12月17日、カール16世グスタフは国民向けのテレビ演説において、陽性者約35万人・死者約7800人という結果を受け、スウェーデン方式は失敗という個人的な意見を表明した。政府は12月18日、混雑時のマスク着用の推奨、レストランでの同席人数の制限強化、夜間の酒類販売の制限など、新たな対応策を発表した。
2021年9月29日にはすべての規制が撤廃された。

### イギリス

イギリスのカントリーおよびNHS地域別での感染者の状況（王室属領、海外領土除く）

2020年1月31日、イギリス国内で初めて感染者が確認された。その後感染が拡大し、3月12日にジョンソン英首相は「私たちの世代が経験する公衆衛生上最悪の危機だ」と宣言した。パトリック・ヴァランス政府首席科学顧問はもはや感染を止めるのは不可能なので、感染のペースを緩和し集団免疫（免疫を持つ人が増え、感染を防ぐようになること）を獲得すると明言した。3月14日、イギリスの生物学者・物理学者らは「社会距離戦略」を実施すれば、感染拡大を遅らせ、数万人の命を救えると主張した。イギリス保健省は国民保健サービス（NHS）の負担軽減が目標だと反論したが、緩和策では約25万人が死亡しNHSが破綻するというインペリアル・カレッジ・ロンドンの予測を受け、政府は「緩和」から「封じ込め」へと方針を転換した。3月20日から一斉休校、またカフェやパブ、レストラン、ナイトクラブ、劇場、映画館、ジムなどの閉鎖を指示した。3月23日夜に外出禁止措置を発表した。

### ノルウェー
2020年2月26日、中国から帰国したノルウェー北部トロムソ在住の1人の感染が確認された。
2月27日、イタリアから帰国したオスロ在住の2人と、イランから帰国したバールム在住の1人の感染が確認された。
2月28日、イタリアを訪れたことのあるオスロ在住のウレヴォール病院眼科の従業員1人とベルゲン在住の1人の感染が確認された。
2月29日、ウレヴォール病院眼科の従業員2人を含むオスロ在住の1人、ヴィッケン県在住の3人とベルゲン在住の5人の感染が確認された。
3月1日、いずれも海外渡航歴のあるオスロ在住の3人、ヴィッケン県在住の1人の感染が確認された。
3月2日、海外から帰国したヴェストラン県の3人、アグデル県の2人、ローガラン県の1人の感染が確認された。
3月3日、ヴィッケン県で3人、ヴェストラン県で3人、トロムス・オ・フィンマルク県で1人、アグデル県で1人の感染が確認された。うち7人はイタリアからの帰国者、1人は国内で感染者と接触した人である。
3月4日、ローガラン県で3人、トロンデラーグ県で1人、ヴェストラン県で5人、ヴィッケン県で11人、オスロで7人、インラント県で3人、ムーレ・オ・ロムスダール県で1人、合計31人の感染が確認された。うち1人はイランへ、1人は香港へ、21人はイタリアへの渡航歴がある。
3月5日、ヴェストラン県で5人、ムーレ・オ・ロムスダール県で1人、トロンデラーグ県で6人、インラント県で1人、ヴェストフォル・オ・テレマルク県で2人、オスロで4人、ヴィッケン県で4人、アグデル県で4人、ローガラン県で4人の感染が確認された。
3月6日、トロムス・オ・フィンマルク県で4人、トロンデラーグ県で8人、ヴェストラン県で2人、ローガラン県で5人、インラント県で9人、ヴィッケン県で3人、オスロで5人、ヌールラン県でボードー在住の1人の感染が確認された。
3月7日、アグデル県で2人、ヴィッケン県で12人、ヌールラン県で1人、ローガラン県で3人、オスロで6人、トロンデラーグ県で3人の感染が確認された。多くは国内で感染者と接触した人である。
3月8日、オスロで6人、ローガラン県で5人、ヴィッケン県で3人、ヴェストフォル・オ・テレマルク県で1人、トロンデラーグ県で1人、ヌールラン県で1人の感染が確認された。
3月9日、インラント県で5人、ローガラン県で20人、アグデル県で11人、ヴィッケン県で11人、トロンデラーグ県で2人、ヴェストラン県で4人、ヴェストフォル・オ・テレマルク県で1人の感染が確認された。

### デンマーク
2020年2月27日、24日に家族と共にイタリア北部のスキーツアーから帰国したテレビ局・TV2の男性職員の感染が確認された。
2月28日、15日にイタリア北部のスキーツアーから帰国した1人の感染が確認された。
2月29日、数日前にミュンヘンで国際会議に参加したオーフス大学病院の皮膚科・性感染症科医の感染が確認された。
3月1日、感染者の接触者1人の感染が確認された。
3月3日、イタリア北部から帰国した5人とイランから帰国した1人の感染が確認された。
3月4日、新たに4人の感染が確認された。
3月5日、新たに5人の感染が確認された。うち1人は最近、オランダから帰国した元サッカーデンマーク代表のトーマス・カーレンベルグである。
3月6日、新たに2人の感染が確認された。
3月7日、新たに6人の感染が確認された。うち1人はカーレンベルグと接触した元サッカー選手のペーター・マドセンである。
3月8日、シェラン島のヒレレズの病院に入院中の患者1人を含む8人の感染が確認された。
3月9日、新たに53人の感染が確認された。
3月10日、新たに172人の感染が確認された。
3月11日、新たに252人の感染が確認された。
3月12日、新たに160人の感染が確認された。また、北ユラン地域で心臓病に死亡した80歳の男性の感染が確認された。
3月13日、新たに127人の感染が確認された。
3月14日、新たに26人の感染が確認された。また首都地域で81歳の老人の死亡が確認された。

### エストニア
2020年2月27日、飛行機でイランからトルコ経由でリガに到着し、26日の夜にバスでリガからタリンに到着したエストニア国内在住のイラン人の感染が確認された。
3月3日、2月29日にイタリアのベルガモからリガ経由でエストニアに入国した1人の感染が確認された。
3月5日、2月29日にベルガモからリガ経由で帰国した2人と同じ日にベルガモからタリン空港に帰国した1人の感染が確認された。
3月6日、2月29日に既に3人の感染者が確認された同じ飛行機に乗り、ベルガモからリガ経由で帰国した5人の感染が確認された。
3月10日、北イタリアから来た2人と、フランスから来た1人の3人の感染が確認された。
3月11日、危険地域から帰ってきたタリン出身の1人、7日にミラノから帰国したタルトゥ在住の1人、サーレマー島在住の2人の感染が確認された。
3月12日、新たに10人の感染が確認された。
3月13日、エストニア政府は、非常事態宣言を出した。また、新たに52人の感染が確認された。
3月14日、新たに36人の感染が確認された。

### アイスランド
2020年2月28日、22日にイタリア北部のアンダロへのスキー旅行から帰国した50代男性の感染が確認された。
3月1日、2月29日にイタリアのヴェローナから帰国した50代男性の感染が確認された。同日夜、イタリアでスキー旅行をした後、ミュンヘンから帰国した50代女性の感染が確認された。
3月2日、いずれもイタリア北部のスキーリゾートから帰国した60代女性2人、男性1人の感染が確認された。同日、イタリアのヴェローナから帰国した2人と感染源不明の1人の感染も確認された。
3月3日、イタリアあるいはドイツから帰国した50〜60代の5人の感染が確認された。
3月4日、イタリア北部のスキーリゾートからミュンヘン経由で帰国した60代男女2人とイタリア北部あるいはオーストリアから帰国した10人の感染が確認された。
3月5日、新たに9人の感染が確認された。いずれもイタリアかオーストリアからの帰国者である。
3月6日、新たに10人の感染が確認された。うち4人は国内で感染したと見られる。
3月7日、新たに5人の感染が確認された。うち3人は国内で感染したと見られる。
3月8日、ヴェローナから帰国した3人、タクシー運転手1人や看護師ら4人の感染が確認された。
3月9日、ヴェローナから帰国した2人、アルプス山脈のスキーリゾートから帰国した2人を含む7人の感染が確認された。

### リトアニア
2020年2月28日、シャウレイの病院で隔離中の39歳女性の感染が確認された。当該女性は24日にイタリアのヴェローナからカウナスに帰国した。

### アイルランド
2020年2月29日、アイルランド東部でイタリア北部に行った男性の感染が確認された。
3月3日、東部地域で最近にイタリア北部から帰国した女性の感染が確認された。
3月4日、西部地域でイタリアから帰国した男性2人、女性2人の感染が確認された。
3月5日、イタリア北部から帰国した男性4人、国内接触者である女性2人、感染経路不明のコーク在住の男性1人の感染が確認された。
3月6日、新たに5人の感染が確認された。
3月7日、東部地域でイタリア北部から帰国した男性1人の感染が確認された。
3月8日、東部地域で女性1人、南部コーク付近で男性1人の感染が確認された。2人はいずれも国内接触者である。
3月9日、医療関係者1人を含む接触者の女性3人の感染が確認された。
3月10日、医療関係者2人を含む接触者10人の感染が確認された。

### ラトビア
2020年3月2日、エア・バルティックでミュンヘンからリガに到着した1人の感染が確認された。
3月8日、イタリア北部のリゾートから帰国した一家2人の感染が確認された。
3月9日、7日にミラノからリガに帰国した3人の感染が確認された。
3月10日、新たに2人の感染が確認された。

### フェロー諸島
2020年3月4日、先月24日にパリから帰国した男性1人の感染が確認された。
3月6日、新たに1人の感染が確認された。
3月13日、新たに1人の感染が確認された。
3月14日、新たに6人の感染が確認された。

## 西ヨーロッパ

### フランス

フランスの地域圏別の入院患者数
1,000-9,999人
500-999人
100-499人
10-99人
1-9人

1月24日、ヨーロッパで最初の症例がボルドーで確認された。その日の終わりまでにパリでさらに2人の患者が確認されたが、いずれも中国からのものであった。オート＝サヴォワ県では、シンガポールを訪れたイギリス人の感染が発見された。
1月31日から2月9日にかけて、550人近くの人々が武漢からオワーズ県のクレイユ空軍基地とイストルのイストル＝ル・テュベ空軍基地に到着するチャーター機で帰国した。
2月14日、パリのビシャ・クロード・ベルナール病院で80歳の中国人観光客が死亡し、ヨーロッパ及びフランスでの初の新型コロナウイルス感染症による死亡が確認された。
地域評議会会長のジャン・ロットナーによると、アルザスの最初の大流行の出発点は、2月中旬に開催されたミュルーズのプロテスタント自由教会の断食会で、2500人以上の来場者があったという。3月12日、フランスのエマニュエル・マクロン大統領はテレビで、3月16日から再度通知があるまで、すべての学校、大学を閉鎖すると発表した。翌日、エドゥアール・フィリップ首相は、公共交通機関を含まない100人以上の集会を禁止した。翌日、首相は、レストラン、カフェ、映画館、ディスコなどの深夜の閉鎖を命じた。
3月14日には、確定症例数は4,499件（5日前の4倍近く）、死亡者数は91人となった。
3月30日現在、医師など医療従事者600人以上が、流行の準備を怠ったとして、元厚労相や首相を「過失致死傷罪」で提訴している。
4月1日までは、フランスでは病院での死亡のみを発表しており、老人ホームや在宅での死亡は毎日の更新に含まれていなかった。老人ホームでの死亡が4月2日以降、報告に含まれるようになったため、合計は大幅に増加した。
5月4日、フランスのある病院でのサンプルの遡及検査では、フランス政府が最初の症例を確認する1ヶ月近く前の12月27日に新型コロナウイルスを持っていた患者が確認された。この発見を報告した研究者は、これはウイルスが最初に症例が確認されるかなり前から集団に存在していたことを示しているとし、アメリカの研究者の反響も得た。2020年7月、ジャン・カステックス首相は、新型コロナウイルス大流行時の尽力の結果として、医療従事者に対し90億ドルの賃上げを行うと発表した。

### ドイツ

ドイツ国内での感染者が確認された地域
10,000人以上
1,000–9,999人
500–999人
100–499人
10–99人
1–9人

ドイツでは、2020年1月27日にバイエルン州で新型コロナウイルス感染症の最初の症例が確認された。4月8日以降、1日の症例数は減少し始め、2020年4月19日時点で、145,742例が報告されており、死亡例は4,642例、回復例は約81,800例となっていた。ドイツはイタリアやスペインに比べて暫定的な死亡率が低いが、それについて検査実施数が多いこと、剖検で新型コロナウイルス感染症の分析が行われていないこと、若年層の陽性例の割合が高いことなどを挙げて議論や説明がなされている。

### ベルギー
2020年2月4日、武漢からチャーター機で帰国したベルギー人9人のうち、1人の感染が確認された。
3月1日、2月26日にフランスから帰国した1人の感染が確認された。
3月2日、フランデレン地域で5人、ブリュッセルで1人の感染が確認された。いずれもイタリア北部から帰国したベルギー人である。
3月3日、フランデレン地域で2人、ワロン地域で2人、ブリュッセルで1人の感染が確認された。いずれもイタリア北部から帰国したベルギー人である。
3月4日、イタリア旅行から帰国した9人と国内の接触者1人の感染が確認された。
3月5日、フランデレン地域で16人、ワロン地域で9人、ブリュッセルで2人の感染が確認された。多くはイタリア北部からの帰国者である。
3月6日、EU職員を含む59人の感染が確認された。うち多くはイタリアへの渡航歴がある。
3月7日、フランデレン地域で40人、ワロン地域で15人、ブリュッセルで5人の感染が確認された。
3月8日、フランデレン地域で16人、ワロン地域で7人、ブリュッセルで8人の感染が確認された。
3月9日、フランデレン地域で22人、ワロン地域で10人、ブリュッセルで7人の感染が確認された。
3月10日、フランデレン地域で17人、ワロン地域で8人、ブリュッセルで3人の感染が確認された。
3月11日、フランデレン地域で29人、ワロン地域で11人、ブリュッセルで7人の感染が確認された。同日、エテルベークで90歳患者は死亡したことがわかった。

### オーストリア
2020年2月23日夜9時前、オーストリア当局はイタリア方面からのユーロシティ列車に対し、入国拒否の措置を取った。当該列車には発熱の症状があるドイツ人2人が乗車し、2人は既にヴェローナでイタリア当局により下車させられた。同日深夜、オーストリア当局はイタリアとの国境を越える全列車の運行を停止させたが、2人の陰性判定を受けた後に運行を再開させた。
2月25日、イタリアのロンバルディア州への渡航歴があるチロル州在住のイタリア人カップルの感染が確認された。
2月27日、ウィーンで72歳男性と、ロンバルディア州への家族旅行から帰国した夫婦の感染が確認された。
2月28日、ウィーンで感染者である夫婦の15歳息子、シュタイアーマルク州でイタリア北部から帰国した女性の感染が確認された。
2月29日、ニーダーエスターライヒ州コルノイブルク在住のカップルとザルツブルク在住の1人の感染が確認された。
3月1日、ウィーンで観光客のドイツ人カップルと地元住民2人の感染が確認された。
3月2日、グラーツで43歳1人、ミュルツタールでイタリア旅行から帰国した59歳女性、ウィーンで女性1人、ザルツブルクで接触者男性1人の感染が確認された。
3月3日、ウィーンでイタリアから帰国した夫婦とウルフ・タイス法律事務所の弁護士ら3人、コルノイブルクで女性1人の感染が確認された。
3月4日、ウィーンでイタリアから帰国した女性、コルノイブルクで夫婦2人、シュタイアーマルク州でヴァイツ在住の49歳1人、ザルツブルク州でオーバータウエルンに滞在しているケルン在住の62歳旅行者の感染が確認された。
3月5日、ウィーンで1人、コルノイブルクで7人、フォアアールベルク州で30歳男性の感染が確認された。
3月6日、チロル州でランデック郡滞在中の22歳ノルウェー人、インスブルック滞在中の20代ノルウェー人3人、イタリアから帰国したキッツビュール在住の22歳女性、コルノイブルクで州立病院の女性研究者と女子高校生、ピンツガウ郡ヒンターグレムで61歳イギリス人観光客、ザルツブルク州でザンクト・ギルゲンに滞在している37歳ドイツ人男性、ブルゲンラント州でノイジードル・アム・ゼー郡の別荘に滞在中のスロバキア人一家4人、ウィーンでフランスから帰国した一家3人、オーバーエスターライヒ州で南チロルから帰国したウルファール＝ウムゲーブング郡在住の80歳男性、ニーダーエスターライヒ州でコルノイブルク郡在住の5人、トゥルン郡在住の2人、ミステルバッハ郡在住の1人の感染が確認された。
3月7日、ウィーンで5人、オーバーエスターライヒ州でリンツ＝ラント郡レオンディング在住3人、リンツ在住の女性とグンスキルヒェン在住の2人、シュタイアーマルク州で東部地域在住の68歳女性と75歳男性の感染が確認された。
3月8日、ウィーンで帰国者2人を含む9人の感染が確認された。
3月10日、ニーダーエスターライヒ州でハプスブルク家の当主、カール・ハプスブルクの感染が確認された。ハプスブルクは一週間前にスイスのジュネーヴで開催された国際会議で感染したと見られる。同日、セバスチャン・クルツ首相はイタリアとの国境を閉鎖すると発表。

### スイス
2020年2月25日、イタリア・ロンバルディア州と隣接するティチーノ州で、約10日前にイタリアのミラノのイベントに参加した70歳男性の感染が確認された。これにより、一部の地元住民は国境の閉鎖を要求していた。もし国境が閉鎖されたら、イタリアからの越境労働者がいなくなり、ティチーノ州内の経済や医療基盤は大きなダメージを受けると予想される。
2月27日、ジュネーヴ州でミラノを訪れたことのある州内在住の28歳男性ITエンジニア、イタリアと隣接するグラウビュンデン州で同じ家族のイタリア人子供2人、アールガウ州で約1週間前にヴェローナを訪れたことのある州内在住の26歳男性、チューリッヒ州でミラノ帰りの30歳前後の女性、バーゼル＝シュタット準州でミラノへの訪問歴がある若い女性保育士とバーゼル＝ラント準州在住の23歳男性、ヴォー州でフランスのアン県在住の越境通勤者である49歳男性の感染が確認された。
2月28日、ジュネーヴ州でジュネーヴの国際機関職員であるフランス在住の55歳イタリア人男性と若い女性1人、チューリッヒ州でミラノから帰国した45歳男性の感染が確認され、ヴォー州で前日に感染が確認されたフランス人男性の40歳の妻も感染の疑いがあった。これにより、スイス政府は1000人以上参加の見込みのあるイベントを全て中止させた。
2月29日、グラウビュンデン州で感染者の家族4人、ベルン州でミラノ旅行から帰国した21歳女性、ヴァレー州でシオン在住の30代男性の感染が確認された。
3月1日、ジュネーヴ州で3人、フリブール州で30代男性、アールガウ州でシュプライテンバハ在住の31歳幼稚園教員、ヴァレー州で感染者の家族1人の感染が確認された。
3月2日、チューリッヒでイタリア帰国者ら7人（うち6人はチューリッヒ大学数学学部所属）、グラウビュンデン州でアッパーエンガディン地域在住の3人、ヌーシャテル州で1人、フリブール州とベルン州で接触者それぞれ1人の感染が確認された。
3月3日、アールガウ州で4人、ティチーノ州で3人、ベルン州で1人、ツーク州で21歳男性、ヴォー州で80歳男性の感染が確認された。
3月4日、ヴォー州で30代〜70代の男女5人、シュヴィーツ州で医師1人を含む男女3人、ザンクト・ガレン州でミラノから帰国した女性1人、アールガウ州で1人、ベルン州でフランスのミュルーズに行ったビエンヌ在住の1人とジュラ州在住の1人、ティチーノ州でキアッソ税関所属のスイス税関職員1人や学生ら10人、フリブール州で2人、チューリッヒ州で4人の感染が確認された。同日の夜、ヴォー州ローザンヌで74歳女性が死亡。
3月5日、バーゼル＝シュタット準州で5人、バーゼル＝ラント準州で3人、チューリッヒ州で6人、アールガウ州で3人、ツーク州で2人、ルツェルン州で2人、アッペンツェル・アウサーローデン準州で1人、ヌーシャテル州で4人、ヴァレー州で2人、ジュラ州で60代女性、ティチーノ州で医療関係者3人の感染が確認された。
3月6日、1日で80人以上の感染者が確認された。うちヌーシャテル州で10人以上、チューリッヒ州で7人、バーゼル＝ラント準州で4人、シュヴィーツ州で3人、ツーク州で2人、ザンクト・ガレン州で1人、トゥールガウ州とゾロトゥルン州でも初症例が発生。
3月7日、50人以上の感染者が確認された。
3月8日、バーゼル＝ラント準州で76歳男性が死亡。
3月10日、ティチーノ州で80代女性が死亡。
3月11日、バーゼル＝ラント準州で54歳男性が死亡。
3月12日、ティチーノ州で80代患者2人が死亡。

### オランダ
2020年2月27日、イタリア・ロンバルディア州から帰国した1人の感染が確認された。
2月28日、ロンバルディア州から帰国したアムステルダム在住の1人の感染が確認された。
2月29日、ティルブルフで最初の感染者の妻と娘、アムステルダムで前日に感染が確認された患者のパートナーと子供1人、デルフトで23歳女性1人の感染が確認された。
3月1日、ホルクム、クーバーデン、ティルブルフで3人の感染が確認された。
3月2日、イタリア帰国者や国内での接触者など8人の感染が確認された。
3月3日、イタリア帰国者や国内での接触者など6人の感染が確認された。また、過去にウイルスの陽性反応が出た1人は2回連続に陰性反応が出たので、当該人物を既存症例から除外。
3月4日、イタリア帰国者や国内での接触者など15人の感染が確認された。
3月5日、新たに44人の感染が確認された。
3月6日、北ブラバント州を中心に46人の感染が確認された。同日、ロッテルダムで86歳男性が死亡。
3月7日、北ブラバント州の26人を含む60人の感染が確認された。
3月8日、新たに77人の感染が確認された。同日、ウーデンで86歳男性、シッタート・ヘレーンで82歳男性が死亡。
3月9日、北ブラバント州とユトレヒト州を中心に56人の感染が確認された。
3月10日、北ブラバント州を中心に61人の感染と高齢者1人の死亡が確認された。
3月11日、北ブラバント州を121人の感染と68歳患者の死亡が確認された。
3月12日、北ブラバント州を中心に111人の感染が確認された。

### モナコ
2020年2月28日、女性1人の感染が確認された。のちにフランス・ニースの病院に搬送された。
3月12日、新たに1人の感染が確認された。
3月13日、男性1人の感染が確認された。
3月14日、モナコ政府は同月16日より、国内の教育機関や保育所を閉鎖することと、スポーツなどのイベントを制限することを決定した。
3月15日、新たに4人の感染が確認された。
3月16日、モナコ国務大臣、フランスの外交官セルジュ・テルは新型コロナウイルスに感染したことが明らかになった。
3月17日、モナコ公アルベール2世は夜8時に治世で初となる演説を行い、検疫措置の強化を表明した。
3月19日、モナコ公室はアルベール2世が新型コロナウイルスに感染したことを発表した。同日、新たに2人の感染が確認された。

### ルクセンブルク
2020年2月29日、イタリアからシャルルロワ空港経由でルクセンブルクに帰国した40代男性は自ら検査当局に連絡したことで検査にウイルスの陽性反応が出た。3月2日、当該男性の感染が確認された。
3月5日、イタリアから帰国した1人の感染が確認された。
3月6日、フランスのアルザスから帰国した女性1人の感染が確認された。
3月7日、イタリア北部から帰国した1人の感染が確認された。
3月8日、アルザスから帰国した1人の感染が確認された。
3月10日、アメリカから帰国した1人と、スイスから帰国した1人の感染が確認された。
3月12日、新たに19人の感染が確認された。
3月13日、新たに8人の感染と3月12日に感染が確認された94歳の老人の死亡が確認された。
3月14日、新たに17人の感染が確認された。
3月15日、新たに26人の感染が確認された。
3月16日、新たに4人の感染が確認された。
3月17日、新たに59人の感染が確認された。

### リヒテンシュタイン
2020年3月3日、ファドゥーツの国立病院で隔離中の若者1人にウイルスの陽性反応が出た。当該人物はスイスで感染者と接触したことがあると見られる。

## 南ヨーロッパ

### イタリア

イタリア国内での感染者が確認された地域（適宜更新）
20,000人以上感染
10,000-19,999人感染
5,000-9,999人感染
1,000-4,999人感染
500-999人感染
100-499人感染

2020年1月30日、中国湖北省からローマに来た観光客の夫婦2人の感染が確認された。翌31日、イタリア政府は非常事態を宣言した。
2月下旬になると、北イタリアのヴェネト州、ロンバルディア州、エミリア＝ロマーニャ州などで感染が確認された。イタリア政府は2月22日、次いで3月7日に住民の出入り禁止などを含む自治体の封鎖を行い、特に3月7日のものではミラノやヴェネツィアといった大都市も含まれ、1600万人のイタリア国民が移動制限の対象となった。

### スペイン

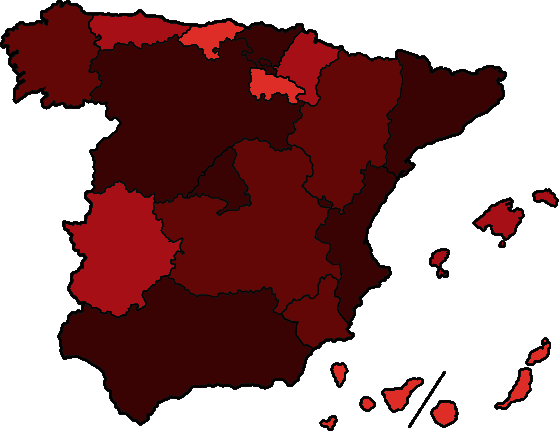
スペイン国内での感染者が確認された地域（適宜更新）
100,000人以上
50,000-99,999人
25,000-49,999人
15,000-24,999人
10,000-14,999人
5,000-9,999人
2,500-4,999人
1,000-2,499人

### クロアチア
2020年2月25日、アンドレイ・プレンコヴィッチ首相は、2月19日〜21日にミラノにチャンピオンズリーグの試合を見に行った若いクロアチア人男性1人の感染が確認されたと発表。当該患者は既にザグレブの病院に入院していた。同日、クロアチア外務省はイタリアへの旅行注意勧告を発出。
2月26日、最初の感染者の双子の兄弟の感染も確認された。同日、リエカでイタリアのパルマから来た1人の感染が確認された。
2月28日、ザグレブとリエカで感染者の接触者2人の感染が確認された。
2月29日、リエカで感染者の親族1人の感染が確認された。
3月1日、リエカの感染者の接触者1人の感染が確認された。
3月2日、リエカで感染者の家族1人の感染が確認された。
3月3日、イタリア北部を経由して帰国したヴァラジュディン在住のトラック運転手1人の感染が確認された。
3月4日、同じくイタリアから帰国したヴァラジュディン在住の男性の感染が確認された。
3月6日と7日、同じくヴァラジュディン在住の接触者2人の感染が確認された。7日、クロアチア当局は大型の室内イベントを禁止すると発表。

### 北マケドニア
2020年2月26日、朝にイタリアから帰ってきたスコピエ出身の女性の感染が確認された。
3月7日、イタリアのブレシアからデバルに帰国した60代夫婦の感染が確認された。

### ギリシャ
2020年2月26日、テッサロニキでイタリア北部を訪れたことのある38歳ギリシャ人女性の感染が確認された。
2月27日、前日に感染が確認された女性の子供1人および最近にイタリアからアテネに帰国した40歳女性の感染が確認された。
2月28日、イタリア旅行から帰国したアテネ在住の36歳女性教師の感染が確認された。同日、アッティカ地方の多くの教育機関が閉鎖された。
2月29日、テッサロニキで接触者1人、アテネでイタリアから帰国した2人の感染が確認された。
3月4日、テッサロニキで接触者である中年男性、パトラでイスラエルとエジプトを訪れた男性の感染が確認された。
3月5日、パトラで同じくイスラエルとエジプトを訪れた前述男性の同伴者であるギリシャ人女性と、イスラエルから帰国した訪問団の21人の感染が確認された。
3月6日、新たに14人の感染が確認された。
3月7日、アハイア県とイリア県で合計13人、アッティカ県で7人、エヴィア県で1人の感染が確認された。
3月8日、新たに7人の感染が確認された。
3月9日、新たに11人の感染が確認された。
3月10日、国内接触者4人とロンドンから帰国した実業家のエヴァンジェロス・マリナキスの感染が確認された。

### サンマリノ
2020年2月27日、イタリアの病院の感染症科に入院中のサンマリノ住民の88歳老人の感染が確認された。当該患者は出国歴がなく、25日に肺炎の症状を呈したため、イタリア・リミニの病院へ搬送された。
3月1日、イタリア・リミニの病院で最初の感染者が死亡。同日、新たに7人の感染が確認された。
3月3日、新たに2人の感染が確認された。
3月4日、新たに6人の感染が確認された。
3月5日、新たに6人の感染が確認された。
3月6日、40代男女2人の感染が確認された。
3月7日、新たに3人の感染が確認された。
3月8日、新たに10人の感染が確認された。
3月9日、新たに13人の感染が確認された。同日の夜、92歳男性が死亡。
3月10日、新たに11人の感染が確認された。

### アンドラ
2020年3月2日、アンドラで、ミラノを訪れたことのある20歳男性の感染が確認された。
3月12日、87歳女性の感染が確認された。また、政府は、3月16日から全ての学校を閉鎖すると発表した。
3月15日、12日に感染が確認された女性の接触者4人の感染が確認された。

### ポルトガル
2020年3月2日、ポルトガルのポルトで60歳と33歳の男性2人の感染が確認された。そのうち1人はイタリア旅行から帰国した医師で、もう1人は勤務先のスペインからの帰国者である。
3月3日、接触者である60歳と37歳の男性2人の感染が確認された。
3月4日、ポルトでイタリアから入国した音楽学校の44歳男性教師、リスボンでイタリアから入国した40代女性の感染が確認された。
3月5日、ポルトで50歳のイタリア人男性と49歳男性、リスボンで42歳男性の感染が確認された。
3月6日、ポルトで接触者3人、リスボンで1人の感染が確認された。
3月7日、ポルトで5人、リスボンで2人、セントロ地方で1人の感染が確認れた。
3月8日、ノルテ地方で8人、リスボンで1人の感染が確認された。
3月9日、新たに9人の感染が確認された。

### スロベニア
2020年3月4日、モロッコからイタリア経由で帰国したリュブリャナ在住の60歳前後の男性の感染が確認された。
3月5日、最初の感染者の旅行仲間や接触者ら5人の感染が確認された。
3月6日、最初の感染者の接触者1人と海外旅行から帰国した若い男性1人の感染が確認された。
3月7日、新たに4人の感染が確認された。同日、スロベニア当局は大型の室内イベントの禁止を発表。
3月8日、国内で感染した医師と接触した3人と、スイスからイタリア経由で帰国した女性の感染が確認された。
3月9日、新たに7人の感染が確認された。
3月10日、新たに11人の感染が確認された。政府は、中国、韓国、イラン、イタリアからの全ての到着便を禁止し、貨物輸送を除いてイタリアとの国境は封鎖された。
3月11日、新たに23人の感染が確認された。
3月12日、新たに39人の感染が確認された。政府は、全ての教育機関を3月16日以降閉鎖することを発表した
。
3月13日、新たに45人の感染が確認された。
3月14日、新たに40人の感染が確認された。また、1人の老人の死亡が確認された。政府は3月16日から公共交通機関を停止すると発表した。
3月15日、新たに38人の感染が確認された。政府は3月16日に全てのレストランを閉鎖すると発表した。また、リュブリャナ動物園は閉鎖された。

### ボスニア・ヘルツェゴビナ
2020年3月5日、スルプスカ共和国のバニャ・ルカでイタリアから帰国した同市在住の在外労働者とその子供1人の感染が確認された。
3月6日、バニャ・ルカでイタリアから帰国した中年男性の感染が確認された。

### セルビア
2020年3月6日、スボティツァ在住の43歳男性の感染が確認された。
3月9日、中国人1人の感染が確認された。
3月10日、新たに2人の感染が確認された。
3月11日、新たに7人の感染が確認された。
3月15日、非常事態を宣言。3月20日以降の入国禁止措置、学校の閉鎖、交通機関の運航停止など。
3月27日、海外から帰国後に自主隔離をしなかった者らに禁固2年から3年の有罪判決。

### バチカン
2020年3月6日、バチカン市国のクリニックで1人の感染が確認された。
3月25日、商業会社の従業員1人とバチカン美術館の館員2人の感染が確認された。
3月28日、サン・マルタ館在住の国務省職員1人を含む2人の感染が確認された。

### マルタ
2020年3月7日、先月にイタリアのトレンティーノに滞在していたマルタ在住の12歳イタリア人少女とその両親の感染が確認された。

### アルバニア
2020年3月8日、イタリアのフィレンツェからティラナに帰国した男性とその息子1人の感染が確認された。
3月9日、最初の感染者の親族3人とミラノから帰国した31歳男性の感染が確認された。同日、エディ・ラマ首相は学校の閉鎖とイベントの禁止を宣言した。
3月10日、最初の感染者の親族3人を含む4人の感染が確認された。
3月11日、最初の感染者と接触したティラナ市民1人とルシュニャ在住の1人の感染が確認された。同日、感染者である73歳男性が死亡。

### コソボ
2020年3月13日、クリナで5日前に入国した22歳イタリア人、ヴィチアでイタリアから帰国した77歳男性の感染が確認された。

### モンテネグロ
2020年3月17日、アメリカとスペインから帰国した女性2人の感染が確認された。

### アゾレス諸島
2020年3月16日、最初の感染者が確認された。